# Osiedle Przyjaźń (Tarnowskie Góry)
Osiedle Przyjaźń (pot. Ohio) – duże osiedle mieszkaniowe bloków z wielkiej płyty, powstałe w latach 70. i 80. XX wieku w Tarnowskich Górach, w dzielnicy Stare Tarnowice.

## Historia

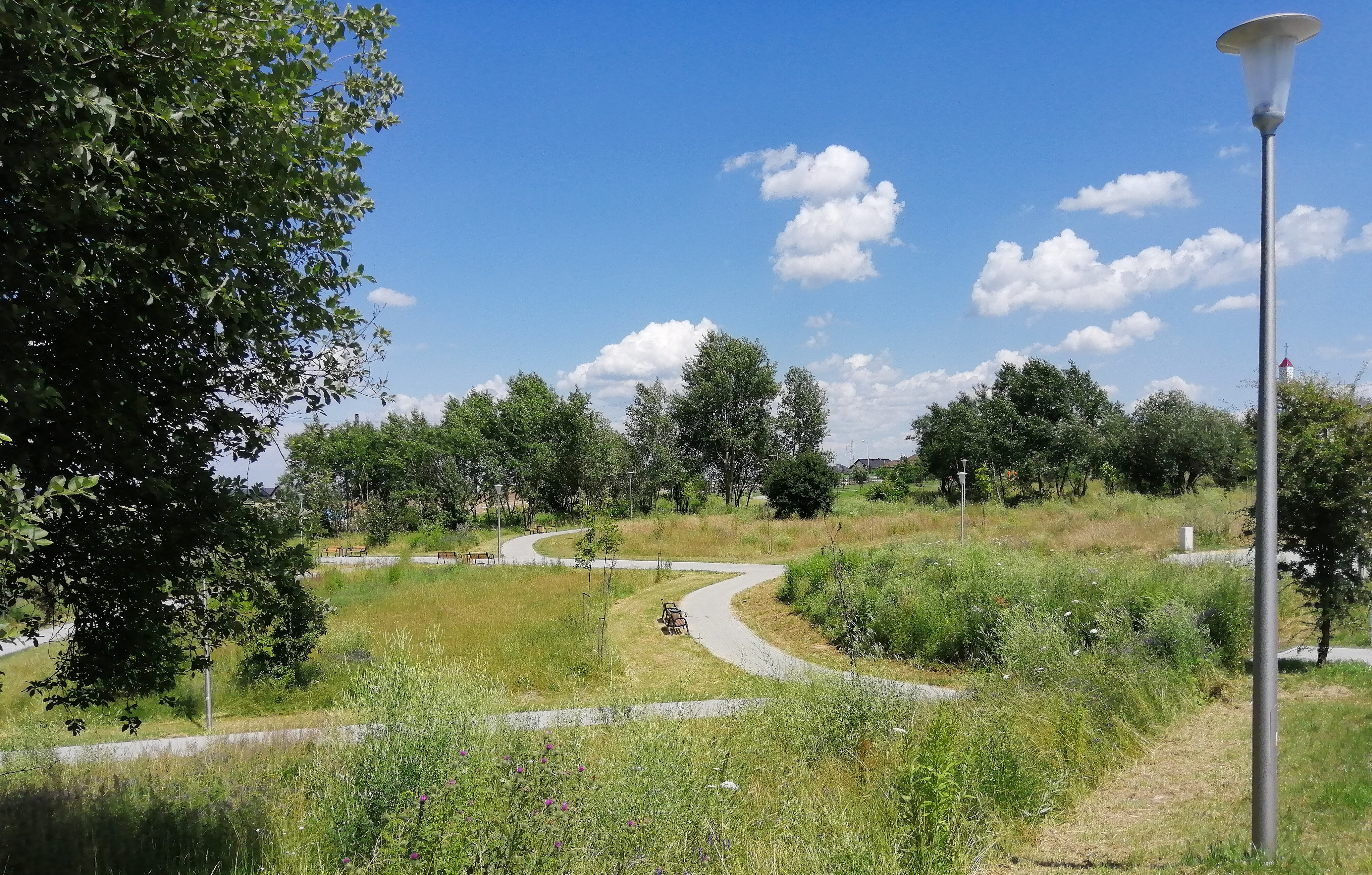
Oddany do użytku w 2019 park na Osiedlu Przyjaźń

Osiedle Przyjaźń było sukcesywnie wznoszone na polach po północnej stronie ul. Wyszyńskiego od drugiej połowy 1976 roku, kiedy to wykonano zbrojenia terenu w okolicach ulicy Donieckiej. W 1978 rozpoczęto prace także przy ul. Bałkańskiej, zaś w 1980 na pozostałym obszarze. Inwestorem była Międzyzakładowa Spółdzielnia Mieszkaniowa „Gwarek”, która (jako Spółdzielnia Mieszkaniowa „Gwarek”) zarządza budynkami także obecnie.
Nowo budowane osiedle pierwotnie było nazywane nieoficjalnie „Osiedlem Janasa” od ulicy, w pobliżu której powstawały pierwsze bloki. Początkowo nosiło nazwę Osiedle Gottwalda, zaś 25 maja 1977 Miejska Rada Narodowa w Tarnowskich Górach uchwaliła urzędowo nazwę Osiedle Przyjaźni Polsko-Radzieckiej, którą wymyśliła bibliotekarka Bożena Sokołowska z II Liceum Ogólnokształcącego im. Stanisława Staszica.
Dla celów propagandowych patronami osiedlowych ulic zostawali międzynarodowi działacze komunistyczni. Nazwy ulic w większości zostały zmienione w ramach dekomunizacji przeprowadzonej w lutym 1990 roku.
Obecna nazwa osiedla również obowiązuje od lutego 1990 roku i wskazuje na przyjaźń między narodami Europy, co udowadniają także zmienione w 1990 oraz dodane w późniejszym okresie nazwy ulic – w większości utworzone od nazw państw europejskich.
Zmiany nazewnictwa ulic na Osiedlu Przyjaźń w Tarnowskich Górach
| Nazwa w latach 1977–1990 | Nazwa od 1990 |
| ------------------------ | ------------- |
| Leningradzka             | Belgijska     |
| Doniecka                 | Doniecka      |
| Czesława Gogoli          | Duńska        |
| Thelmanna                | Fińska        |
| Koniewa                  | Francuska     |
| Jałtańska                | Litewska      |
| Dymitrowa                | Szwedzka      |
| Gottwalda                | Włoska        |

Przy osiedlu zostały wybudowane dwie szkoły, dwa przedszkola, ośrodek zdrowia i dom kultury. W wyniku zmian politycznych, gospodarczych i społecznych pod koniec lat 90. rozbudowa osiedla została przerwana (m.in. nie została zrealizowana inwestycja polegająca na przedłużeniu alei Jana Pawła II aż w okolice szpitala i Zamku w Starych Tarnowicach).
Współcześnie w pobliżu Osiedla Przyjaźń masowo budowane są domy jednorodzinne skupione w grupach, np. Osiedle Zamkowe, Osiedle Przy Parku czy Osiedle Sielanka.
W 2019 roku na terenie obok Domu Kultury „Jubilat” założono nowy park, w którym wybudowano amfiteatr oraz wybieg dla psów, a w 2021 roku interaktywny park zabawy i nauki dla dzieci (wyspa naukowa mBanku), ogród deszczowy oraz dwa boiska – do gry w piłkę nożną oraz do gry w koszykówkę.

## Ważniejsze obiekty
- żłobek niepubliczny

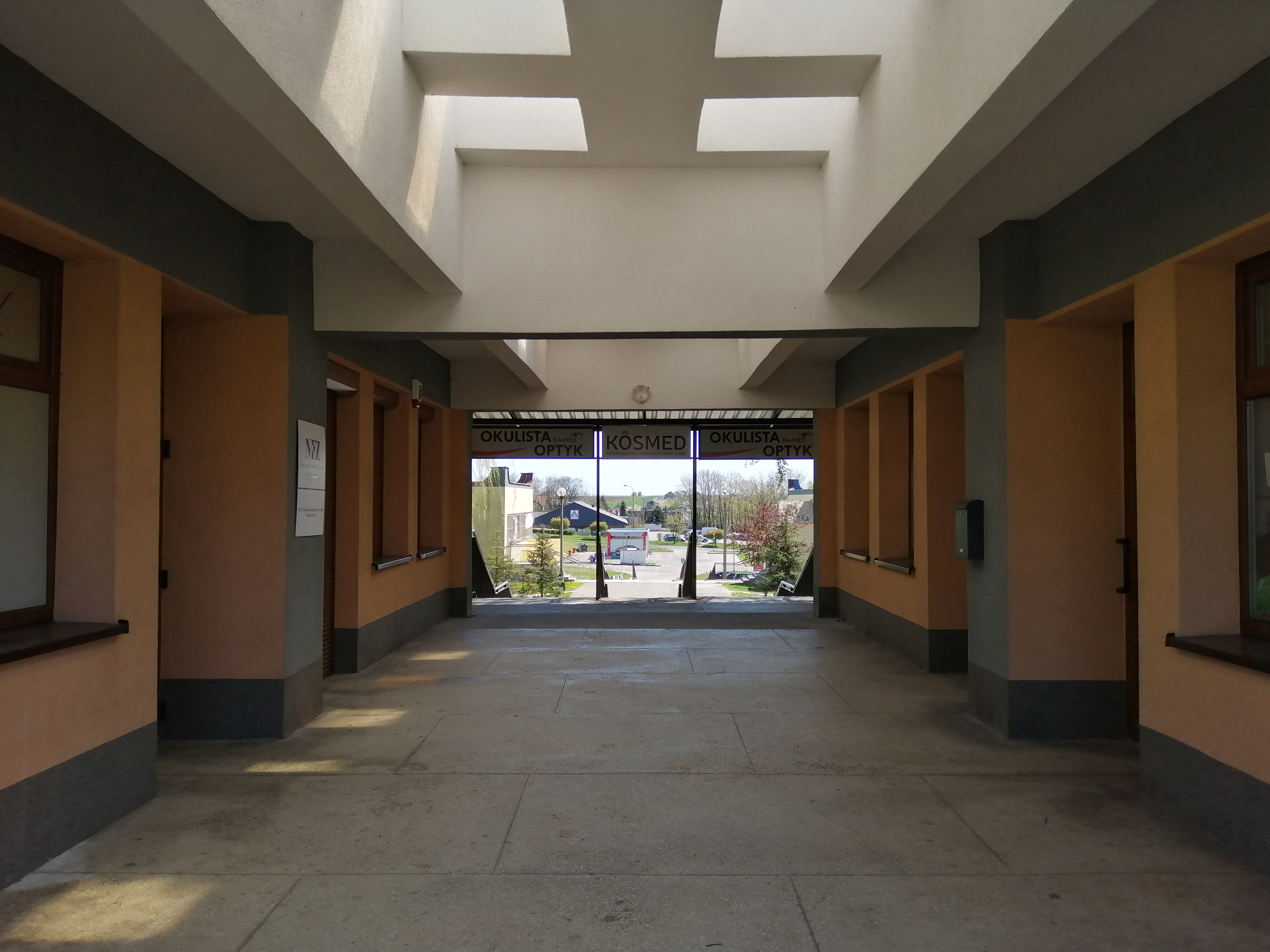
Pawilon handlowy przy ul. Łotewskiej

- 6 przedszkoli (w tym 3 przedszkola prywatne)
- Szkoła Podstawowa nr 15, ul. Litewska 6
- Szkoła Podstawowa nr 8, ul. Wincentego Janasa 11
- Miejska Biblioteka Publiczna. Filia nr 2, ul. Janasa 11, przy Szkole Podstawowej nr 8
- ośrodek zdrowia oraz Przychodnia Rejonowa nr 7, ul. Szwedzka 2
- 4 apteki
- supermarket Aldi, supermarket Stokrotka oraz dwa supermarkety Biedronka
- pasaż handlowy Czerwona Torebka, ul. Fińska 53
- pawilon handlowy przy ul. Łotewskiej
- Dom Kultury Jubilat, ul. Litewska 22
- Placówka Poczta Polska SA w pasażu „Czerwona Torebka”
- Zakład Wykonawstwa Własnego, ul. Saperów 3
- oddział Banku PKO BP S.A.

oraz bankomaty (ING i PKO BP), sklepy spożywcze, drogerie, apteki i warsztaty samochodowe.